# Harpactea fageli
Harpactea fageli är en spindelart som beskrevs av Brignoli 1980. Harpactea fageli ingår i släktet Harpactea och familjen ringögonspindlar. Inga underarter finns listade i Catalogue of Life.